# Piotr Zieliński (Fußballspieler)
Piotr Sebastian Zieliński (* 20. Mai 1994 in Ząbkowice Śląskie) ist ein polnischer Fußballspieler. Er steht bei Inter Mailand unter Vertrag.

## Karriere

### Vereine
Piotr Zieliński begann seine Fußballkarriere in der Stadt Ząbkowice Śląskie, die etwa 65 km südlich von Breslau liegt. 2007 wechselte er in die Jugendabteilung von Zagłębie Lubin. Zur Saison 2011/12 wurde er vom italienischen Erstligisten Udinese Calcio für dessen Jugendabteilung verpflichtet. Unter Trainer Francesco Guidolin debütierte er am 2. November 2012 (15. Spieltag) beim 4:1-Sieg im Heimspiel gegen Cagliari Calcio mit Einwechslung für Antonio Di Natale in der Nachspielzeit in der Serie A.
In der Saison 2014/15 war Zieliński an den Ligakonkurrenten FC Empoli ausgeliehen. Hier war er Stammspieler und bestritt 28 Punktspiele. Das Leihgeschäft mit dem FC Empoli wurde um ein weiteres Jahr verlängert.
Zur Saison 2016/17 verpflichtete ihn die SSC Neapel. Dort setzte sich der Pole durch und wurde Stammspieler. Im August 2020 verlängerte er seinen Vertrag bis 2024.
Anfang Juli 2024 wechselte Zieliński ablösefrei zum Serie-A-Konkurrenten Inter Mailand, wo er einen Vertrag bis 2028 unterschrieb.

### Nationalmannschaft
Für die A-Nationalmannschaft debütierte er am 4. Juni 2013 beim 2:0-Sieg gegen Liechtenstein. Danach bestritt er fünf Pflichtspiele in der Weltmeisterschaftsqualifikation. Sein erstes Länderspieltor erzielte er am 14. August 2013 beim 3:2-Sieg im Test-Länderspiel gegen Dänemark mit dem Treffer zum Endstand in der 61. Minute. Beim 5:1-Sieg im WM-Qualifikationsspiel gegen San Marino am 10. September 2013 erzielte er zwei Tore.
Nach der verpassten Qualifikation wurde Zieliński zunächst wieder im Juniorenbereich eingesetzt, spielte aber 2015 in der EM-Qualifikation gegen Gibraltar. Für die Europameisterschaft 2016 in Frankreich wurde er von Trainer Adam Nawałka ins polnische Aufgebot berufen. Seinen einzigen Einsatz hatte er im dritten Gruppenspiel gegen die Ukraine, als es nur noch um die Platzierung ging. Er stand anstelle von Jakub Błaszczykowski in der Startaufstellung und wurde in der Halbzeit für ihn ausgewechselt.
Bei der Weltmeisterschaft 2018 in Russland gehörte er zum polnischen Aufgebot. Er wurde in allen Gruppenspielen eingesetzt und schied mit der Mannschaft nach der Gruppenphase aus.
Zur Europameisterschaft 2021 wurde er von Paulo Sousa in den polnischen Kader berufen, kam aber mit diesem nicht über die Gruppenphase hinaus.
Bei der Weltmeisterschaft 2022 in Katar schaffte es Zieliński mit Polen unter Trainer Czesław Michniewicz bis ins Achtelfinale, welches gegen Frankreich mit 1:3 verloren ging. Er bestritt alle vier Spiele der polnischen Mannschaft.
Im Juni 2025 wurde Zieliński von Trainer Michał Probierz zum Kapitän der Nationalmannschaft erklärt. Zieliński übernahm das Kapitänsamt von Robert Lewandowski, der dieses seit 2014 innehatte.

## Sonstiges
Seine beiden älteren Brüder Paweł (* 1990; Profi u. a. bei Widzew Łódź) und Tomasz (spielte u. a. beim Fünftligisten Bielawianka Bielawa) sind ebenfalls Fußballspieler.

## Erfolge
SSC Neapel
- Italienischer Pokalsieger: 2019/20
- Italienischer Meister: 2022/23